# Jure Zdovc
Jure Zdovc (ur. 13 grudnia 1966 w Mariborze) – słoweński koszykarz występujący na pozycji rozgrywającego, od zakończenia kariery zawodniczej – trener koszykarski. W barwach Jugosławii srebrny medalista olimpijski z Seulu. Obecnie trener Žalgirisu Kowno.
Jako reprezentant Jugosławii był także mistrzem świata (1990) oraz Europy (dwukrotnie, w 1989 i 1991). Po rozpadzie Federacji grał w barwach Słowenii.
Profesjonalnym koszykarzem był przez 20 lat (1983–2003). Grał m.in. w Olimpiji Ljubljana (1983–1991, 1998–2000, 2001–2002), Virtusie Bolonia (1991-92) i Iraklisie Saloniki (1993–96). Z Olimpiją był mistrzem Słowenii. Największy sukces w klubowej karierze odniósł jednak w 1993, kiedy to z francuskim CSP Limoges triumfował w Pucharze Europy. W 1996 roku wziął udział w Euro All-Star Game, a wcześniej  dwukrotnie (1990, 1991) w FIBA All-Star Game.
Po zakończeniu kariery zawodniczej został trenerem. Obecnie prowadzi m.in. reprezentację swego kraju (EuroBasket 2009).
8 października 2021 został trenerem Žalgirisu Kowno.

## Osiągnięcia
Na podstawie, o ile nie zaznaczono inaczej.

### Zawodnicze
Drużynowe
- Mistrz:
  - Euroligi (1993)
  - Ligi Adriatyckiej (2002)
  - Francji (1993, 1997)
  - Słowenii (1999, 2002)
  - Chorwacji (2003)
- Brązowy medalista mistrzostw Słowenii (2003)
- Zdobywca pucharu Słowenii (1999, 2000, 2002)
- Finalista pucharu:
  - Jugosławii (1987)
  - Grecji (1994, 1996)
  - Słowenii (2003)

Indywidualne
- MVP finałów Ligi Adriatyckiej (2002)
- Uczestnik meczu gwiazd:
  - FIBA (1990, 1991)
  - FIBA EuroStars (1996)
- Lider ligi chorwackiej w asystach (2003)

Reprezentacja
- Mistrz:
  - świata (1990)
  - Europy (1989, 1991)
  - Igrzysk Dobrej Woli (1990)
  - Europy U–16 (1983)
- Wicemistrz olimpijski (1988)
- Brązowy medalista mistrzostw Europy U–18 (1984)
- Uczestnik:
  - mistrzostw:
    - Europy (1989, 1991, 1993 – 13. miejsce, 1995 – 12. miejsce, 1997 – 14. miejsce, 1999 – 10. miejsce)
    - świata U–19 (1983)

  - kwalifikacji olimpijskich (1992)[7]

### Trenerskie
Drużynowe
- Mistrzostwo:
  - Bośni i Hercegowiny (2008)
  - Słowenii (2009)
  - Chorwacji (2018)
- Brąz:
  - EuroChallenge (2014)
  - mistrzostw:
    - Grecji (2016, 2017)
    - Rosji (2013)
- Puchar:
  - Chorwacji (2004, 2018)
  - Słowenii (2009, 2010, 2011)
- Superpuchar:
  - Ligi Adriatyckiej (2017)
  - Słowenii (2010)
- Finał pucharu Rosji (2013)
- Udział w mistrzostwach:
  - świata 2014 z kadrą Słowenii (7. miejsce)
  - Europy 2009 (4. miejsce) i 2015 (12. miejsce)

Indywidualne
- Trener Roku Eurocup (2012)